# 慶安 (日本)
慶安是日本的年號之一，指的是正保之後、承應之前，1648年到1652年這段期間，這個時代的天皇是後光明天皇，江戶幕府的將軍是德川家光、德川家綱。

## 改元
- 正保五年二月十五日（西元1648年4月7日） 因「正保」（shouhou）的發音會讓人聯想到「燒亡」（shoubou），引起批判，因而改元
- 慶安五年九月十八日（西元1652年10月20日） 改元承應

## 出典
《周易》：「西南得朋，乃與類行；東北喪朋，乃終有慶。安貞之吉，應地無疆。」

## 慶安年間大事
- 2年2月慶安御觸書發布（但是此書為偽書的說法相當有力）
- 5年7月慶安之變。兵學者由井正雪企圖顛覆幕府的計畫被發現

### 死去
- 4年德川家光（江戶幕府將軍 享年48）

## 西元對照表
| 慶安 | 元年   | 2年    | 3年    | 4年    | 5年    |
| ---- | ------ | ------ | ------ | ------ | ------ |
| 西元 | 1648年 | 1649年 | 1650年 | 1651年 | 1652年 |
| 干支 | 戊子   | 己丑   | 庚寅   | 辛卯   | 壬辰   |

| 前一年號： 正保 | 日本年號 | 下一年號： 承應 |